# Colotis fausta

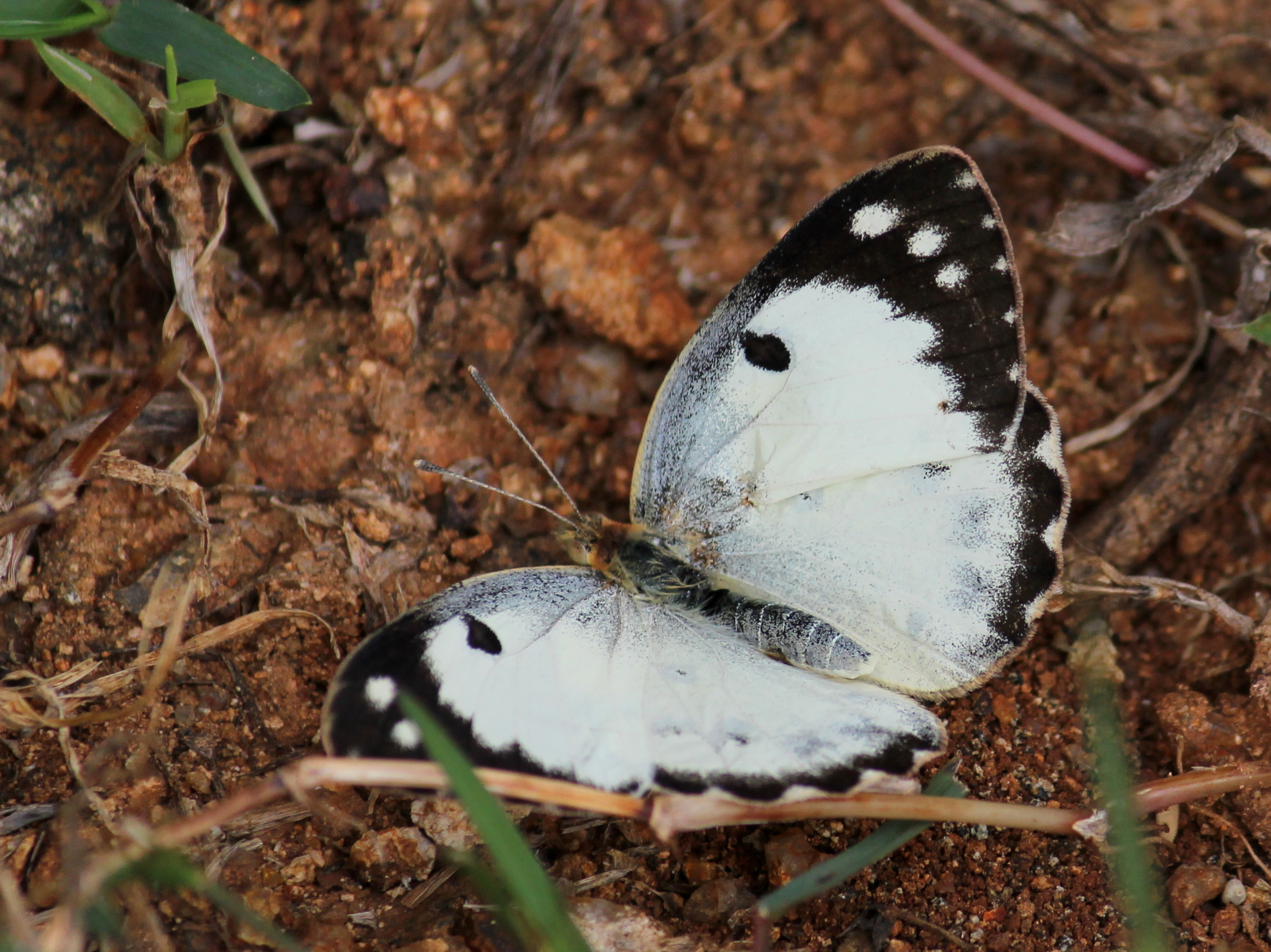
Weibchen

Colotis fausta ist ein in Afrika und Asien vorkommender Schmetterling (Tagfalter) aus der Familie der Weißlinge (Pieridae).

## Merkmale

### Falter
Die Falter erreichen eine Flügelspannweite von 44 bis 57 Millimetern. Zwischen den Geschlechtern besteht bei einigen Formen ein starker Sexualdimorphismus. Bei den Männchen ist die Grundfarbe auf der Oberseite aller Flügel orange gelb, blasser bei Exemplaren aus Wüstengebieten und dunkler bei denjenigen, die in feuchten Regionen vorkommen. Der Apexbereich auf der Vorderflügeloberseite ist schwarzbraun gefärbt und mit einigen orange gelben Flecken aufgelockert. Ein großer schwarzer Diskalfleck hebt sich deutlich ab. Der Saumbereich auf der Hinterflügeloberseite hat eine schwarzbraune Farbe. Weibchen treten in zwei unterschiedlichen Farbvarianten auf. Form 1: Grundfarbe und Markierungen sind wie beim Männchen. Form 2: Die Grundfarbe auf der Oberseite aller Flügel ist milchig weiß, die schwarzbraunen Apexmarkierungen ähnlich denen des Männchens, sind aber meist breiter und mit weißlichen Flecken durchsetzt. Teile der Oberseitenzeichnung scheinen bei beiden Geschlechtern in abgeschwächter Form auf die Flügelunterseiten durch und zeigen außerdem in der Mitte der Hinterflügel eine quer verlaufende dunkelbraune Punktreihe.

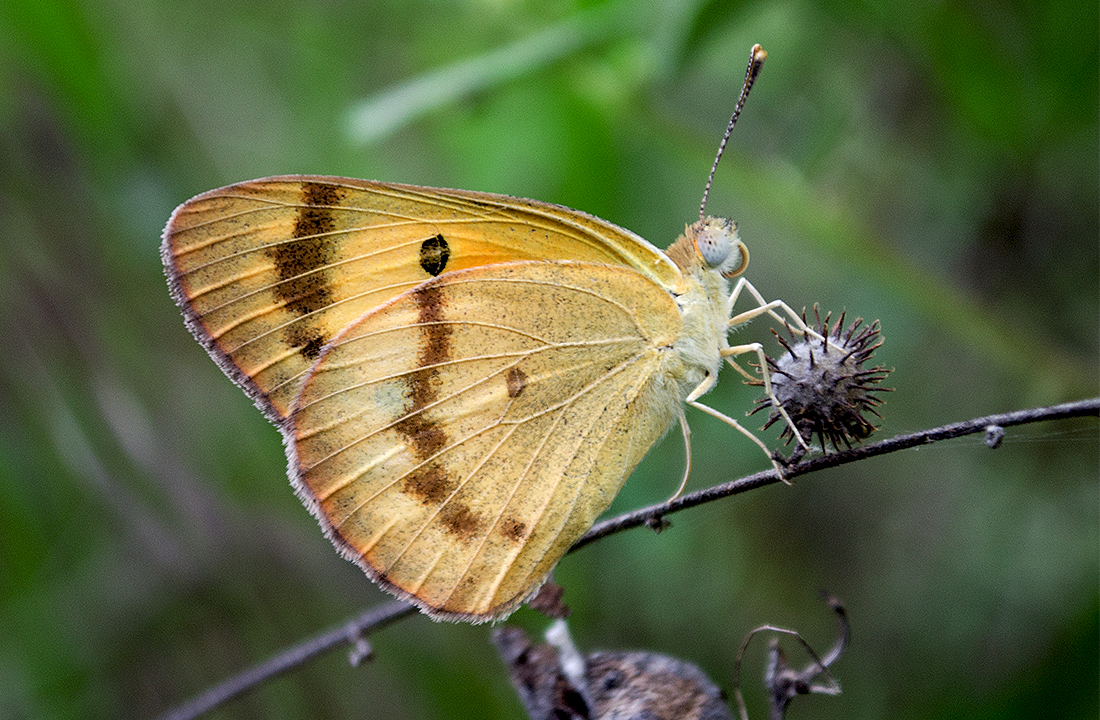
Flügelunterseite Männchen
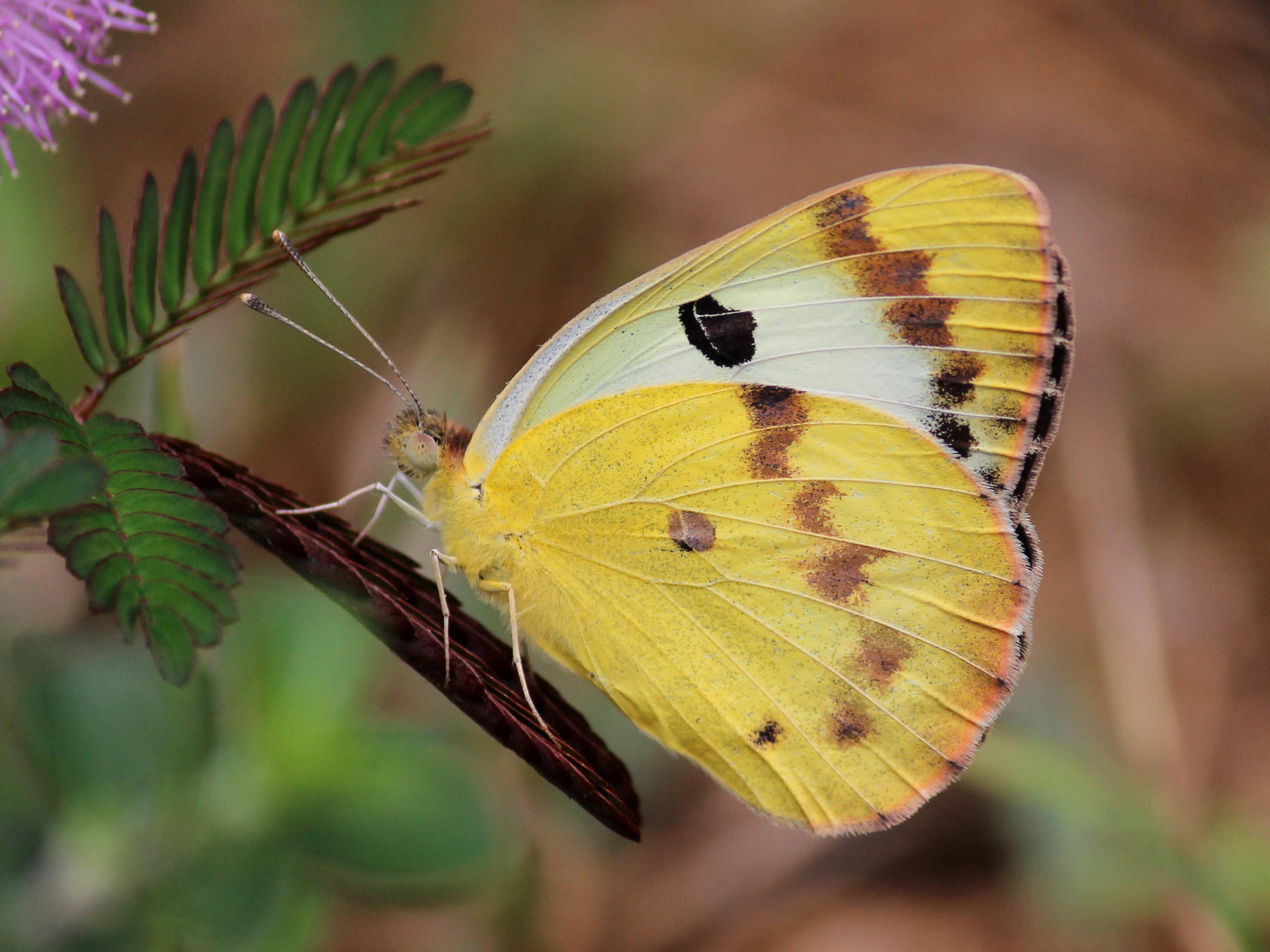
Flügelunterseite Weibchen

### Ei, Raupe, Puppe
Die tonnenförmig geformten Eier haben eine cremig weiße Farbe und sind mit rötlichen Binden geringelt. Ausgewachsene Raupen sind grün gefärbt und zeigen eine hellgelbe Rückenlinie. Die Puppe ist als Gürtelpuppe ausgebildet und hat eine hellbraune bis graubraune Farbe. Die Flügelscheiden ragen deutlich hervor.

## Verbreitung, Unterarten und Lebensraum
Das Vorkommensgebiet der Art erstreckt sich durch Israel, Syrien, die Türkei, den Iran, Afghanistan, Turkmenistan, Indien, Sri Lanka, Somalia, den Tschad und die Arabische Halbinsel. Neben der Nominatform Colotis fausta fausta werden noch folgende Unterarten geführt:
- Colotis fausta faustina (C. Felder & R. Felder, 1867)
- Colotis fausta fulvia (Wallace, 1867)
- Colotis fausta mijurteina Carpenter, 1951
- Colotis fausta vi (Swinhoe, 1884)

Die Art besiedelt in erster Linie offene Graslandschaften sowie Ufergebiete.

## Lebensweise

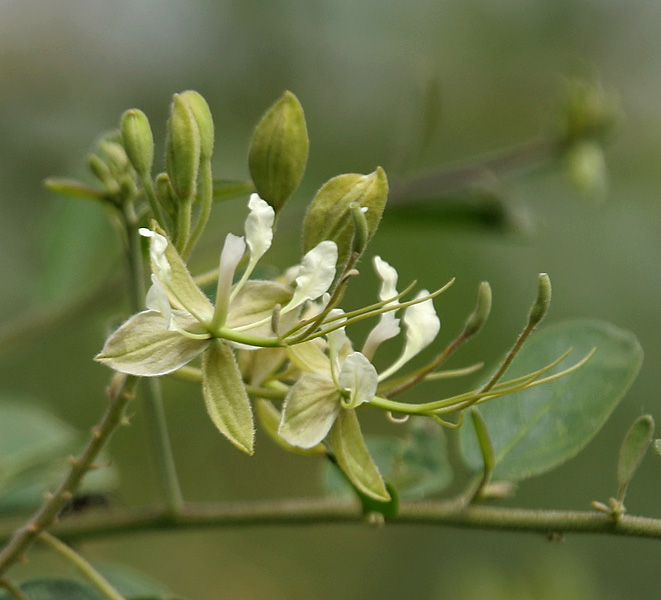
Cadaba fruticosa, eine Nahrungspflanze der Raupen

Die Falter fliegen in mehreren Generationen das ganze Jahr hindurch. Sie saugen zur Nahrungsaufnahme gerne an Blüten. Bei Untersuchungen in Indien wurden zehn bis zwölf aufeinander folgende Generationen im Jahr festgestellt. Dabei wurde eine Entwicklungszeit vom Ei über die Raupe und Puppe bis zum Schlüpfen der Falter von 19 bis 26 Tagen ermittelt. Die Raupen ernähren sich von den Blättern von Kaperngewächsen (Capparaceae), bevorzugt von Cadaba fruticosa und Capparis herbacea.